# BYD King
O BYD Quzhujian 05 (em chinês:  比亚迪驱逐舰05, transl. Bǐyǎdí Qūzhújiàn 05) é um sedã do segmento C fabricado pela montadora chinesa BYD Auto. O primeiro veículo elétrico híbrido plug-in (PHEV) da nova "Ocean Series" de veículos elétricos plug-in da BYD, o Quzhujian 05 é equipado com a tecnologia híbrida DM-i e fortemente baseado nos antigos sedãs de segmento C BYD Qin Plus e Qin Pro, compartilhando exatamente as mesmas dimensões de distância entre eixos e altura, enquanto apresenta designs de extremidade dianteira e traseira completamente remodelados.
No Uzbequistão, o veículo é comercializado como BYD Chazor, e no Brasil e México como BYD King.

## Visão geral

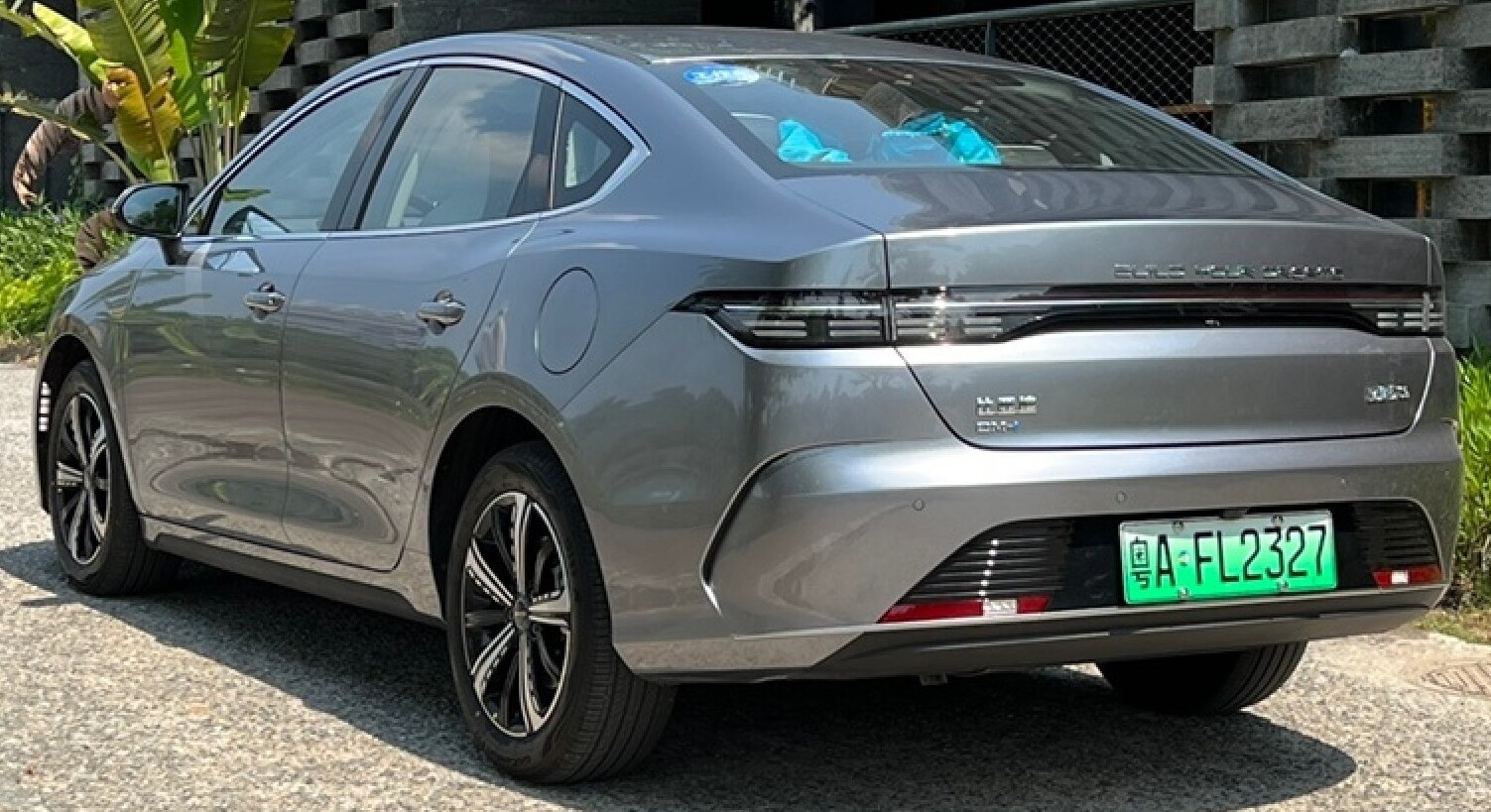
Traseira do BYD Quzhujian 05

Originalmente o modelo foi revelado em novembro de 2021 durante o Salão do Automóvel de Guangzhou, o BYD Quzhujian 05 foi lançado no mercado automotivo chinês em março de 2022. O Quzhujian 05 é um sedã de segmento C e também o primeiro veículo da série Warship da BYD, que compreende EVs e PHEVs. A versão de autonomia puramente elétrica de 120 km do Quzhujian 05 suporta carregamento rápido de 25 kW e o carregamento de 30% a 80% leva 25 minutos.
O interior do Quzhujian 05 é equipado com um painel de instrumentos com diâmetro de 8,8 polegadas (220 mm) e a tela central tem 15,6 polegadas (400 mm). A tela central pode girar de horizontal para vertical.
O Quzhujian 05 também vem com o sistema de assistência à direção inteligente DiPilot, que fornece aos usuários funções avançadas de assistência à direção, incluindo frenagem ativa, centralização em faixa, controle de cruzeiro adaptativo e reconhecimento e proteção de pedestres.

### Trem de força
O BYD Quzhujian 05 é equipado com o sistema híbrido EHS DM-i da BYD em duas variantes com dois tamanhos de bateria. Ambas as versões são equipadas com um motor a gasolina de 1,5 litro produzindo 110 cv e vêm com um ou dois motores elétricos com base nos níveis de acabamento para uma saída combinada de 179 cv ou 197 cv, respectivamente. A menor bateria oferece uma autonomia elétrica pura de 55 quilômetros, enquanto a maior permite que ele viaje até 120 quilômetros apenas com energia elétrica. O BYD Quzhujian 05 tem um consumo de combustível ultrabaixo de 26 km/L e uma autonomia combinada de mais de 1.200 quilômetros com um tanque cheio de combustível e carga total da bateria. A aceleração de 0 a 100 km/h é de 7,3 segundos.